# Моята прекрасна лейди
„Моята прекрасна лейди“ (на английски: My Fair Lady) е американски музикален филм, излязъл по екраните през 1964 година, режисиран от Джордж Кюкор с участието на Рекс Харисън и Одри Хепбърн в главните роли. Произведението представлява филмова адаптация на хитовия едноименен сценичен мюзикъл, поставен на Бродуей през 1956 година, който от своя страна е базиран на филма „Пигмалион“ (1938) по пиесата на големия британски автор Джордж Бърнард Шоу.

## Сюжет
Филмът разказва историята за професора по фонетика Хенри Хигинс (Харисън), който се обзалага, че ще преобрази момичето с обикновен произход Илайза Дулитъл (Хепбърн) така, че да изглежда като истинска лейди от висшето общество, само като промени нейния провинциален акцент на произношение.

## В ролите
| Актьор            | Роля                  |
| ----------------- | --------------------- |
| Рекс Харисън      | професор Хенри Хигинс |
| Одри Хепбърн      | Илайза Дулитъл        |
| Стенли Холоуей    | Алфред Дулитъл        |
| Гладис Купър      | Г-жа Хигинс           |
| Уилфрид Хайд-Уайт | полковник Хю Пикеринг |
| Джеръми Брет      | Фреди Айнсфорд-Хил    |
| Теодор Байкъл     | Золтан Карпати        |
| Мона Уишборн      | Г-жа Пиърс            |
| Изабел Елсъм      | Г-жа Айнсфорд-Хил     |
| Джон Холанд       | икономът              |

## Награди и номинации
Филмът е големият победител на 37-ата церемония по връчване на наградите „Оскар“, където е номиниран за отличието в цели 12 категории, печелейки 8 статуетки, в това число за най-добър филм, най-добър режисьор и най-добра мъжка роля за изпълнението на Рекс Харисън, който е отличен и с приз „Златен глобус“ в същата категория. Филмът е удостоен и със „Златен глобус“ в категорията за най-добър мюзикъл или комедия, както и Джордж Кюкор за най-добър режисьор. Актрисата Одри Хепбърн не получава номинации за изпълнението си поради факта, че песните, които изпълнява, са дублирани от друга актриса.